# Liste der Kulturdenkmäler in Gelnhausen
Die folgende Liste enthält die in der Denkmaltopographie ausgewiesenen Kulturdenkmäler auf dem Gebiet  der  Stadt Gelnhausen, Main-Kinzig-Kreis, Hessen.
Hinweis: Die Reihenfolge der Denkmäler in dieser Liste orientiert sich zunächst an Stadtteilen und anschließend der Anschrift, alternativ ist sie auch nach der Bezeichnung, der vom Landesamt für Denkmalpflege vergebenen Nummer oder der Bauzeit sortierbar.
Kulturdenkmäler werden fortlaufend im Denkmalverzeichnis des Landes Hessen durch das Landesamt für Denkmalpflege Hessen auf Basis des Hessischen Denkmalschutzgesetzes (HDSchG) geführt. Die Schutzwürdigkeit eines Kulturdenkmals hängt nicht von der Eintragung in das Denkmalverzeichnis des Landes Hessen oder der Veröffentlichung in der Denkmaltopographie ab.

Das Vorhandensein oder Fehlen eines Objekts in dieser Liste ist keine rechtsverbindliche Auskunft darüber, ob es Kulturdenkmal ist oder nicht: Diese Liste entspricht möglicherweise nicht dem aktuellen Stand der offiziellen Denkmaltopographie. Diese ist für Hessen in den entsprechenden Bänden der Denkmaltopographie Bundesrepublik Deutschland und im Internet unter DenkXweb – Kulturdenkmäler in Hessen einsehbar. Auch diese Quellen sind, obwohl sie durch das Landesamt für Denkmalpflege Hessen aktualisiert werden, nicht immer aktuell, da es im Denkmalbestand immer wieder Änderungen gibt.
Eine verbindliche Auskunft erteilt allein das Landesamt für Denkmalpflege Hessen.
Nutze diese Kartenansicht, um Koordinaten in der Liste zu setzen. In dieser Kartenansicht sind Kulturdenkmale ohne Koordinaten mit einem roten bzw. orangen Marker dargestellt und können in der Karte gesetzt werden. Kulturdenkmale ohne Bild sind mit einem blauen bzw. roten Marker gekennzeichnet, Kulturdenkmale mit Bild mit einem grünen bzw. orangen Marker.

## Gesamtanlagen
| Bild            | Bezeichnung                                               | Lage | Beschreibung | Bauzeit | Objekt-Nr. |
| --------------- | --------------------------------------------------------- | --- | ------------ | ------- | ---------- |
| weitere Bilder  | Gesamtanlage I GA Altstadt                                | ‌Gelnhausen‌ Lage |              |         | 128258 DDB |
| weitere Bilder  | Gesamtanlage II GA Stadterweiterung um 1900               | ‌Gelnhausen‌ Lage |              |         | 128259 DDB |
| weitere Bilder  | Gesamtanlage III Burgmannensiedlung mit Burgtor           | ‌Gelnhausen‌ Lage |              |         | 128260 DDB |
| Bild gesucht BW | Gesamtanlage I Alter Ortskern                             | ‌Hailer‌: Auestraße, Bleichstraße, Brühlstraße, Gelnhäuser Straße, Heylstraße, Schützenbornstraße Lage |              |         | 128227 DDB |
| Bild gesucht BW | Gesamtanlage II Ortserweiterung um 1900                   | ‌Hailer‌: Sandweg Lage |              |         | 128681 DDB |
| Bild gesucht BW | Gesamtanlage Alter Ortskern                               | ‌Haitz‌: Dorfstraße, Unterdorf Lage |              |         | 128725 DDB |
| Bild gesucht BW | Gesamtanlage Alter Ortskern                               | ‌Höchst‌: Alte Gasse, Bachstraße, Hauptstraße, Schmidtgasse, Steinweg, Wendelinusstraße Lage |              |         | 128742 DDB |
| Bild gesucht BW | Gesamtanlage I Historischer Ortskern mit Schloss und Park | ‌Meerholz‌: Schloss, Park mit Mauer und Mausoleum, Evangelische Kirche, Hanauer Landstraße, Hintergasse, Im Höfchen, Oberdorfstraße, Palaisstraße, Rathausstraße, Schießhausstraße, Schulstraße, Tempelstraße, Unterdorfstraße Lage |              |         | 128175 DDB |
| Bild gesucht BW | Gesamtanlage II Ortserweiterung von 1900                  | ‌Meerholz‌: Hanauer Landstraße, Karlstraße, Pfarrgasse Lage |              |         | 128756 DDB |
| Bild gesucht BW | Gesamtanlage Alter Ortskern                               | ‌Roth‌: Brunnenstraße, Herzbergstraße, Mittelstraße, Neue Weinbergstraße; Oberstraße, Reuterhohlstraße, Unterstraße, Weinbergstraße Lage                                                                                            |              |         | 128795 DDB |

## Stadtbefestigung

### Innere Stadtbefestigung
| Bild           | Bezeichnung                                               | Lage | Beschreibung | Bauzeit | Objekt-Nr. |
| -------------- | --------------------------------------------------------- | --- | --- | ------- | ---------- |
| weitere Bilder | Stadtmauer                                                | Am Rain 12, Schützengraben 16, Schützengraben 14, Schützengraben, Röther Gasse 6, Röther Gasse, Obermarkt, Holzgasse LageFlur: 1, Flurstück: 1/11, 116/2, 163/4, 56/2, 57/2, 63/2, 67/3, 825/8, 86/3, 87/8 | Hohe zweischalige Sandsteinmauer mit später vorgesetztem Stützpfeiler aus Sandsteinquadern. 1257 erstmals urkundlich erwähnt. |         | 128272 DDB |
| weitere Bilder | Inneres Holztor mit Stadtmauer                            | Holzgasse, Stephanusberg 28 LageFlur: 1, Flurstück: 281, 86/1 | | Um 1250 | 128332 DDB |
| weitere Bilder | Schalenturm „Halbmond“                                    | Stadtgarten LageFlur: 1, Flurstück: 819/3 | | 1535    | 128391 DDB |
| weitere Bilder | Haitzer Tor                                               | Alte Leipziger Straße 2, Barbarossa Straße 7, Alte Leipziger Straße 4 LageFlur: 1, Flurstück: 422/2, 820/12, 820/9                                                                                         | Ursprünglich hoher Schalenturm. Im 19. Jahrhundert auf heutige Höhe gekürzt und zum Wohnhaus umgebaut.                        |         | 127491 DDB |
| weitere Bilder | Wehrturm, sogenannter Fratzenstein, später auch Hexenturm | Am Fratzenstein LageFlur: 1, Flurstück: 457/1 | |         | 128264 DDB |

### Äußere Stadtbefestigung
| Bild            | Bezeichnung                       | Lage                                                                                              | Beschreibung                 | Bauzeit | Objekt-Nr. |
| --------------- | --------------------------------- | ------------------------------------------------------------------------------------------------- | ---------------------------- | ------- | ---------- |
| weitere Bilder  | Buttenturm und Stadtmauer         | Alter Graben LageFlur: 1, 4, Flurstück: 1/13, 801/17, 801/18, 801/20, 801/22, 801/23, 801/4, 1507 |                              |         | 128263 DDB |
| weitere Bilder  | Äußeres Holztor                   | Holzgasse 12 LageFlur: 1, Flurstück: 83                                                           |                              | 14. Jh. |            |
| Bild gesucht BW | Kreissparkasse mit Stadtmauerrest | Barbarossastraße 2, Am Ziegelturm 22 LageFlur: 1, Flurstück: 831/2, 831/3, 831/5, 839/1, 839/2    |                              |         | 128278 DDB |
| weitere Bilder  | Reste des ehemaligen Burgtores    | Barbarossastraße 2 LageFlur: 1, Flurstück: 831/3                                                  |                              |         | 938943 DDB |
| weitere Bilder  | Ziegelturm                        | Am Ziegelturm 8 LageFlur: 1, Flurstück: 841                                                       | Torturm der Stadtbefestigung |         | 127517 DDB |
| weitere Bilder  | Schifftor                         | Uferweg LageFlur: 1, Flurstück: 795/13                                                            |                              | 14. Jh. | 128378 DDB |
| weitere Bilder  | Stadtmauerrest mit Wehrgang       | Philipp-Reis-Straße LageFlur: 1, Flurstück: 768/18                                                |                              |         | 128372 DDB |

### Befestigung der Burgsiedlung
| Bild           | Bezeichnung     | Lage                                        | Beschreibung | Bauzeit | Objekt-Nr. |
| -------------- | --------------- | ------------------------------------------- | ------------ | ------- | ---------- |
| weitere Bilder | Haintor         | Burgstraße LageFlur: 1, Flurstück: 865      |              |         | 128288 DDB |
| weitere Bilder | Obernhäuser Tor | Burgstraße LageFlur: 1, Flurstück: 1304/916 |              | 1479    | 128289 DDB |

## Kulturdenkmäler in der Kernstadt
| Bild             | Bezeichnung                                                           | Lage | Beschreibung | Bauzeit                | Objekt-Nr.                                   |
| ---------------- | --------------------------------------------------------------------- | --- | --- | ---------------------- | -------------------------------------------- |
| weitere Bilder   | Helgenhäuschen des ehemaligen Klosters Himmelau                       | Alte Leipziger Straße LageFlur: 11, Flurstück: 239 | |                        | 128267 DDB                                   |
| weitere Bilder   |                                                                       | Alte Leipziger Straße 1 LageFlur: 10, Flurstück: 285/8 | | Um 1900                | 128235 DDB                                   |
| weitere Bilder   |                                                                       | Alte Leipziger Straße 5 LageFlur: 10, Flurstück: 291/1 | | Um 1900                | 128236 DDB                                   |
| weitere Bilder   |                                                                       | Alte Leipziger Straße 6 LageFlur: 10, Flurstück: 820/5 | | Vor 1895               | 128237 DDB                                   |
| weitere Bilder   |                                                                       | Alte Leipziger Straße 8 LageFlur: 10, Flurstück: 820/17 | | Um 1895                | 128238 DDB                                   |
| weitere Bilder   |                                                                       | Alte Leipziger Straße 10 LageFlur: 10, Flurstück: 820/4 | | Um 1895                | 128239 DDB                                   |
| weitere Bilder   |                                                                       | Alte Leipziger Straße 11 LageFlur: 10, Flurstück: 301/1 | | 1904                   | 128240 DDB                                   |
| weitere Bilder   |                                                                       | Alte Leipziger Straße 12 LageFlur: 10, Flurstück: 820/10 | | Um 19895               | 128241 DDB                                   |
| weitere Bilder   |                                                                       | Alte Leipziger Straße 14 LageFlur: 10, Flurstück: 710/441 | | Um 1900                | 128242 DDB                                   |
| weitere Bilder   |                                                                       | Alte Leipziger Straße 16 LageFlur: 10, Flurstück: 441/2 | | Um 1900                | 128243 DDB                                   |
| weitere Bilder   |                                                                       | Alte Leipziger Straße 17 LageFlur: 10, Flurstück: 310/1 | | 1900er                 | 128244 DDB                                   |
| weitere Bilder   |                                                                       | Alte Leipziger Straße 22 LageFlur: 10, Flurstück: 440/9 | | Um 1900                | 128245 DDB                                   |
| weitere Bilder   |                                                                       | Alte Leipziger Straße 23 LageFlur: 10, Flurstück: 707/320 | | Um 1900                | 128246 DDB                                   |
| weitere Bilder   |                                                                       | Alte Leipziger Straße 24 LageFlur: 10, Flurstück: 440/8 | | 1896                   | 128247 DDB                                   |
| weitere Bilder   |                                                                       | Alte Leipziger Straße 25 LageFlur: 10, Flurstück: 321/1 | | 1901                   | 128248 DDB                                   |
| weitere Bilder   |                                                                       | Alte Leipziger Straße 26 LageFlur: 10, Flurstück: 440/6 | | 1896                   | 128249 DDB                                   |
| weitere Bilder   | Villa Dinges                                                          | Alte Leipziger Straße 34 LageFlur: 10, Flurstück: 438/7 | | 1903                   | 128250 DDB                                   |
| weitere Bilder   | Villa Schöffer                                                        | Alte Leipziger Straße 36 LageFlur: 10, Flurstück: 437/1 | | 1902                   | 128251 DDB                                   |
| weitere Bilder   |                                                                       | Alte Leipziger Straße 40 LageFlur: 10, Flurstück: 434/3 | | 1897                   | 128252 DDB                                   |
| weitere Bilder   |                                                                       | Alte Leipziger Straße 41 LageFlur: 10, Flurstück: 352/2 | | 1909/10                | 128253 DDB                                   |
| weitere Bilder   |                                                                       | Alte Leipziger Straße 42 LageFlur: 10, Flurstück: 423/5 | | 1927                   | 128254 DDB                                   |
| weitere Bilder   |                                                                       | Alte Leipziger Straße 43 LageFlur: 10, Flurstück: 357/3 | | Um 1900                | 128255 DDB                                   |
| weitere Bilder   |                                                                       | Alte Leipziger Straße 57 LageFlur: 11, Flurstück: 901/2 | | Um 1895                | 128256 DDB                                   |
| Bild gesucht BW  | Brunnenhaus des ehemaligen Klosters Himmelau                          | Alte Leipziger Straße 60 LageFlur: 11, Flurstück: 683/455 | |                        | 128257 DDB                                   |
| Bild gesucht BW  | Industriegebäude, Gummifabrik Horst                                   | Altenhasslauer Straße 14 LageFlur: 1, Flurstück: 111/1 | | 1901                   |                                              |
| weitere Bilder   | Ehemalige Villa Sondheim                                              | Alter Graben 8 LageFlur: 4, Flurstück: 1511/2 | | Um 1900                | 128262 DDB                                   |
| weitere Bilder   | Ehemalige Sternapotheke                                               | Alte Schmidtgasse 1 LageFlur: 1, Flurstück: 1234/171 | | 14.–19. Jahrhundert    | 127492 DDB                                   |
| weitere Bilder   |                                                                       | Alte Schmidtgasse 2 LageFlur: 1, Flurstück: 194/2 | |                        | 938948 DDB                                   |
| weitere Bilder   |                                                                       | Alte Schmidtgasse 3 LageFlur: 1, Flurstück: 172 | | 18. Jh.                | 127494 DDB                                   |
| weitere Bilder   |                                                                       | Alte Schmidtgasse 4 LageFlur: 1, Flurstück: 192 | | 17. Jh.                | 127495 DDB                                   |
| Bild gesucht BW  |                                                                       | Alte Schmidtgasse 5 LageFlur: 1, Flurstück: 174/1 | | 19. Jh.                | 127496 DDB                                   |
| weitere Bilder   |                                                                       | Alte Schmidtgasse 7 LageFlur: 1, Flurstück: 176/1 | | 18. Jh.                | 127497 DDB                                   |
| weitere Bilder   |                                                                       | Alte Schmidtgasse 9 LageFlur: 1, Flurstück: 178/1 | | 18. Jh.                | 127498 DDB                                   |
| weitere Bilder   |                                                                       | Alte Schmidtgasse 10 LageFlur: 1, Flurstück: 189 | | Zwischen 1636 und 1750 | 127499 DDB                                   |
| weitere Bilder   | Ehemaliges Haus Kutzleben                                             | Alte Schmidtgasse 11 LageFlur: 1, Flurstück: 182/1 | | 1740                   | 127500 DDB                                   |
| Bild gesucht BW  |                                                                       | Am Fratzenstein 4 LageFlur: 1, Flurstück: 2050/431 | Giebelständige Scheune | 19. Jh.                | 128265 DDB                                   |
| weitere Bilder   | Brunnenhaus Friesenborn                                               | Am Friesenborn 21 LageFlur: 11, Flurstück: 811 | | 1554                   | 128266 DDB                                   |
| weitere Bilder   |                                                                       | Am Platz 5/7 LageFlur: 1, Flurstück: 742/3, 744/3 | | 18. Jh.                | 128269 DDB                                   |
| weitere Bilder   | Ehemaliges Kinderheim                                                 | Am Rain 2 LageFlur: 1, Flurstück: 121 | | 1824                   | 127502 DDB                                   |
| weitere Bilder   |                                                                       | Am Rain 3 LageFlur: 1, Flurstück: 136/1 | | 1707                   | 127503 DDB                                   |
| weitere Bilder   |                                                                       | Am Rain 4 LageFlur: 1, Flurstück: 122/1 | | 18. Jh.                | 127504 DDB                                   |
| weitere Bilder   |                                                                       | Am Rain 5 LageFlur: 1, Flurstück: 137/25 | | 1707                   | 127505 DDB                                   |
| weitere Bilder   |                                                                       | Am Rain 6 LageFlur: 1, Flurstück: 124/1 | | 18. Jh.                | 127506 DDB                                   |
| weitere Bilder   |                                                                       | Am Rain 7 LageFlur: 1, Flurstück: 139 | | Um 1700                | 127507 DDB                                   |
| weitere Bilder   |                                                                       | Am Rain 9 LageFlur: 1, Flurstück: 140/1 | | 18. Jh.                | 127508 DDB                                   |
| weitere Bilder   |                                                                       | Am Rain 10 LageFlur: 1, Flurstück: 1752/180 | | 18. Jh.                | 127509 DDB                                   |
| weitere Bilder   |                                                                       | Am Rain 13/15 LageFlur: 1, Flurstück: 181/1, 1096/182 | | 19. Jh.                | 127510 DDB                                   |
| weitere Bilder   |                                                                       | Am Rain 17 LageFlur: 1, Flurstück: 152 | | 19. Jh.                | 127511 DDB                                   |
| weitere Bilder   |                                                                       | Am Rain 19 LageFlur: 1, Flurstück: 151 | | 18. Jh.                | 127512 DDB                                   |
| weitere Bilder   | Gelnhäuser „Wingarter“ Haus                                           | Am Rain 21 LageFlur: 1, Flurstück: 147/1 | | 18. Jh.                | 127513 DDB                                   |
| weitere Bilder   |                                                                       | Am Rain 25 LageFlur: 1, Flurstück: 143/1 | | 17. Jh.                | 127514 DDB                                   |
| weitere Bilder   | Bergschlösschen                                                       | Am Schlösschen 4 LageFlur: 8, Flurstück: 536/13 | |                        | 128270 DDB                                   |
| weitere Bilder   |                                                                       | Am Steinbrunnen 2 LageFlur: 1, Flurstück: 314 | | 19. Jh.                | 127515 DDB                                   |
| Bild gesucht BW  | Sachteil Haustür                                                      | Am Steinbrunnen 7 LageFlur: 1, Flurstück: 1952/307 | | Um 1890                | 128273 DDB                                   |
| weitere Bilder   |                                                                       | Am Steinbrunnen 8 LageFlur: 1, Flurstück: 312/4 | | 19. Jh.                | 128274 DDB                                   |
| weitere Bilder   | Steinborn, Straßenpflaster                                            | Am Steinbrunnen 9 LageFlur: 1, Flurstück: 311/1 | |                        | 128275 DDB                                   |
| Bild gesucht BW  |                                                                       | Am Steinbrunnen 10 LageFlur: 1, Flurstück: 312/3 | | Um 1800                | 128276 DDB                                   |
| weitere Bilder   |                                                                       | Am Ziegelturm 11 LageFlur: 1, Flurstück: 694/1 | | 18. Jh.                | 127516 DDB                                   |
| weitere Bilder   | Burgkaplanei                                                          | An der Zehntscheune (vormals Burgstraße 2) LageFlur: 1, Flurstück: 847/18 | | 15. Jh.                | 129808 DDB                                   |
| weitere Bilder   | Brunnenhaus Holzborn                                                  | Arnsburger Weg (Ecke am Holzborn) LageFlur: 9, Flurstück: 163/7 | |                        | 128268 DDB                                   |
| weitere Bilder   | Friedhof mit Kriegerdenkmal                                           | Barbarossastraße, Alte Leipziger Straße LageFlur: 10, Flurstück: 384/37, 403/10, 403/3, 403/8 | |                        | 128277 DDB                                   |
| weitere Bilder   | Kreissparkasse mit Stadtmauerrest                                     | Barbarossastraße 2 LageFlur: 1, Flurstück: 839/1, 839/2, 831/2, 831/3 | | 1929                   | 128278 DDB                                   |
| weitere Bilder   |                                                                       | Barbarossastraße 11 LageFlur: 1, Flurstück: 820/7 | | Um 1900                | 128279 DDB                                   |
| weitere Bilder   |                                                                       | Barbarossastraße 15 LageFlur: 1, Flurstück: 820/18 | | 20. Jh.                | 128280 DDB                                   |
| weitere Bilder   |                                                                       | Barbarossastraße 19 LageFlur: 1, Flurstück: 1859/820 | | Um 1900                | 128281 DDB                                   |
| weitere Bilder   |                                                                       | Barbarossastraße 20 LageFlur: 10, Flurstück: 537/17 | | 1906                   | 127519 DDB                                   |
| weitere Bilder   | Ehemalige Landratsvilla                                               | Barbarossastraße 22 LageFlur: 10, Flurstück: 537/17 | | Um 1900                | 128282 DDB                                   |
| weitere Bilder   | Ehemaliges „Gasthaus zum Hirsch“                                      | Berliner Straße 4 LageFlur: 1, Flurstück: 677 | |                        | 128283 DDB                                   |
| weitere Bilder   |                                                                       | Berliner Straße 7 LageFlur: 1, Flurstück: 672/3 | | Um 1880                | 128284 DDB                                   |
| weitere Bilder   |                                                                       | Berliner Straße 7 a LageFlur: 1, Flurstück: 671 | | Um 1900                | 127533 DDB                                   |
| weitere Bilder   |                                                                       | Berliner Straße 8 LageFlur: 1, Flurstück: 549/5 | | Um 1800                | 127520 DDB                                   |
| weitere Bilder   |                                                                       | Berliner Straße 9 LageFlur: 1, Flurstück: 669/1 | |                        | 127521 DDB                                   |
| weitere Bilder   |                                                                       | Berliner Straße 11/13 LageFlur: 1, Flurstück: 1407/666, 665/1 | | 19. Jh.                | 127522 DDB                                   |
| weitere Bilder   |                                                                       | Berliner Straße 15 LageFlur: 1, Flurstück: 663/1 | | 19. Jh.                | 127523 DDB                                   |
| weitere Bilder   |                                                                       | Berliner Straße 18 LageFlur: 1, Flurstück: 1889/601 | | 19. Jh.                | 127524 DDB                                   |
| weitere Bilder   |                                                                       | Berliner Straße 24 LageFlur: 1, Flurstück: 586/1 | | 19. Jh.                | 127525 DDB                                   |
| weitere Bilder   |                                                                       | Berliner Straße 25 LageFlur: 1, Flurstück: 655/1 | | 19. Jh.                | 127526 DDB                                   |
| weitere Bilder   |                                                                       | Berliner Straße 27 LageFlur: 1, Flurstück: 1406/654 | | 19. Jh.                | 127527 DDB                                   |
| weitere Bilder   |                                                                       | Berliner Straße 29 LageFlur: 1, Flurstück: 1405/563 | | 19. Jh.                | 127528 DDB                                   |
| weitere Bilder   |                                                                       | Berliner Straße 31 LageFlur: 1, Flurstück: 652/3 | | 19. Jh.                | 127529 DDB                                   |
| weitere Bilder   | Ehemalige Poststation                                                 | Berliner Straße 32, Röther Gasse 23 LageFlur: 1, Flurstück: 623/13 | | 18. Jh.                | 127531 DDB                                   |
| weitere Bilder   |                                                                       | Berliner Straße 33 LageFlur: 1, Flurstück: 652/2 | | 19. Jh.                | 127530 DDB                                   |
| Bild gesucht BW  |                                                                       | Berliner Straße 43 LageFlur: 1, Flurstück: 644/2, 645/4 | |                        | 127532 DDB                                   |
| weitere Bilder   | Schöfferscher Friedhof                                                | Bollenweg LageFlur: 1, Flurstück: 797/33 | | 19. Jh.                | 128339 DDB                                   |
| weitere Bilder   | Haus Fussechin, ehemaliges Amtshaus, später Brauhaus                  | Braugasse 1 LageFlur: 1, Flurstück: 1321/393 | | 14. Jh.                | 127534 DDB                                   |
| weitere Bilder   |                                                                       | Braugasse 2 LageFlur: 1, Flurstück: 401 | | 18. Jh.                | 127535 DDB                                   |
| weitere Bilder   |                                                                       | Braugasse 4 LageFlur: 1, Flurstück: 399/1 | | 18. Jh.                | 127536 DDB                                   |
| weitere Bilder   |                                                                       | Braugasse 6 LageFlur: 1, Flurstück: 397/1 | | 18. Jh.                | 128285 DDB                                   |
| weitere Bilder   |                                                                       | Braugasse 8 LageFlur: 1, Flurstück: 395/3 | | 1424                   | 127537 DDB                                   |
| weitere Bilder   | Sogenannter „Steitz“, „Langenselbolder Hof“ oder „alte Abtei“         | Braugasse 10 LageFlur: 1, Flurstück: 365/1 | | 1906                   | 128286 DDB                                   |
| weitere Bilder   |                                                                       | Brentanostraße 3 LageFlur: 1, Flurstück: 1490/536 | | 18. Jh.                | 127538 DDB                                   |
| weitere Bilder   |                                                                       | Brentanostraße 4 LageFlur: 1, Flurstück: 497/3 | |                        | 844133 DDB                                   |
| weitere Bilder   |                                                                       | Brentanostraße 5 LageFlur: 1, Flurstück: 1489/535 | | 18. Jh.                | 128287 DDB                                   |
| weitere Bilder   |                                                                       | Brentanostraße 6 LageFlur: 1, Flurstück: 495 | | 18. Jh.                | 127539 DDB                                   |
| weitere Bilder   | Ehemalige Synagoge                                                    | Brentanostraße 8 und 10 LageFlur: 1, Flurstück: 527/4 | | Um 1601                | 127541 DDB                                   |
| weitere Bilder   | Gaststätte „Zur Post“                                                 | Brentanostraße 9 LageFlur: 1, Flurstück: 1487/531 | | 18. Jh.                | 127540 DDB                                   |
| weitere Bilder   |                                                                       | Brentanostraße 11 LageFlur: 1, Flurstück: 530/1 | | Vor 1700               | 127542 DDB                                   |
| weitere Bilder   |                                                                       | Brentanostraße 12 LageFlur: 1, Flurstück: 1505/525 | | 18. Jh.                | 127543 DDB                                   |
| weitere Bilder   |                                                                       | Brentanostraße 14 LageFlur: 1, Flurstück: 524/2 | | 18. Jh.                | 127544 DDB                                   |
| weitere Bilder   |                                                                       | Brentanostraße 16 LageFlur: 1, Flurstück: 523/4 | | 17. Jh.                | 127545 DDB                                   |
| weitere Bilder   |                                                                       | Brentanostraße 18 LageFlur: 1, Flurstück: 522/1 | | 18. Jh.                | 127546 DDB                                   |
| weitere Bilder   | Ehemaliges Casino, heute Kino                                         | Brüder-Fischinger-Straße 3 LageFlur: 4, Flurstück: 397/3 | | 19. Jh.                | 127570 DDB                                   |
| weitere Bilder   |                                                                       | Burgstraße 3 LageFlur: 1, Flurstück: 862/2 | | 18. Jh.                | 127547 DDB                                   |
| weitere Bilder   |                                                                       | Burgstraße 4 LageFlur: 1, Flurstück: 1287/866 | | 18. Jh.                | 127548 DDB                                   |
| weitere Bilder   |                                                                       | Burgstraße 5 LageFlur: 1, Flurstück: 849/6 | | Um 1800                | 127549 DDB                                   |
| weitere Bilder   |                                                                       | Burgstraße 6 LageFlur: 1, Flurstück: 1170/868 | | 19. Jh.                | 127550 DDB                                   |
| weitere Bilder   | Sachteil Fenster und Türsturz                                         | Burgstraße 7 LageFlur: 1, Flurstück: 849/5 | | 1584                   | 127551 DDB                                   |
| weitere Bilder   |                                                                       | Burgstraße 8 LageFlur: 1, Flurstück: 869 | | 19. Jh.                | 128291 DDB                                   |
| weitere Bilder   |                                                                       | Burgstraße 10 LageFlur: 1, Flurstück: 870/1, 872 | | 15. Jh.                | 127552 DDB                                   |
| weitere Bilder   | Ehemaliges Rathaus und gotische Umfassungsmauer                       | Burgstraße 11, Burgstraße LageFlur: 1, Flurstück: 1218/860 | | Rathaus (15. Jh.)      | 127553 DDB                                   |
| weitere Bilder   | Ehemalige Kaiserpfalz                                                 | Burgstraße 12 LageFlur: 1, Flurstück: 1290/880 | | Um 1170                | 127554 DDB                                   |
| weitere Bilder   | Burgmannenhaus, heute Museum                                          | Burgstraße 14 LageFlur: 1, Flurstück: 886/2 | | 1564                   | 127555 DDB                                   |
| weitere Bilder   |                                                                       | Burgstraße 16 LageFlur: 1, Flurstück: 1285/860 | | 1742                   | 127556 DDB                                   |
| weitere Bilder   |                                                                       | Burgstraße 18 LageFlur: 1, Flurstück: 1310/900 | | 19. Jh.                | 127557 DDB                                   |
| weitere Bilder   |                                                                       | Burgstraße 19 LageFlur: 1, Flurstück: 853/1 | | 18. Jh.                | 127558 DDB                                   |
| weitere Bilder   |                                                                       | Burgstraße 20 LageFlur: 1, Flurstück: 1311/901 | | 18. Jh.                | 127559 DDB                                   |
| weitere Bilder   |                                                                       | Burgstraße 21 LageFlur: 1, Flurstück: 1313/852 | | 18. Jh.                | 127560 DDB                                   |
| weitere Bilder   | Ehemalige Synagoge                                                    | Burgstraße 23 LageFlur: 1, Flurstück: 1312/851 | | 19. Jh.                | 128292 DDB                                   |
| weitere Bilder   |                                                                       | Burgstraße 24 LageFlur: 1, Flurstück: 1294/897 | | 18. Jh.                | 127561 DDB                                   |
| weitere Bilder   |                                                                       | Burgstraße 25 LageFlur: 1, Flurstück: 1649/904 | | 19. Jh.                | 127562 DDB                                   |
| weitere Bilder   |                                                                       | Burgstraße (vormals Burgstraße 26) LageFlur: 1, Flurstück: 896/2 | | 19. Jh.                | 127563 DDB                                   |
| weitere Bilder   |                                                                       | Burgstraße 27 LageFlur: 1, Flurstück: 1594/905 | | 19. Jh.                | 127564 DDB                                   |
| weitere Bilder   |                                                                       | Burgstraße 29 LageFlur: 1, Flurstück: 8908/2 | | 18. Jh.                | 127565 DDB                                   |
| weitere Bilder   |                                                                       | Burgstraße 31a LageFlur: 1, Flurstück: 910/3 | | 18. Jh.                | 127566 DDB                                   |
| weitere Bilder   |                                                                       | Burgstraße 32 LageFlur: 1, Flurstück: 891/3 | | 17. Jh.                | 127567 DDB                                   |
| weitere Bilder   | Rest des Burgmannenhofs der Frhr. Gremp von Freudenstein              | Burgstraße 34 LageFlur: 1, Flurstück: 889/1 | |                        | 127568 DDB                                   |
| weitere Bilder   |                                                                       | Burgstraße 35 LageFlur: 1, Flurstück: 8915/1 | | 19. Jh.                | 127569 DDB                                   |
| weitere Bilder   | Wasserhochbehälter                                                    | Dürichweg LageFlur: 9, Flurstück: 116/7 | | 1896/97                | 128294 DDB                                   |
| weitere Bilder   | Hohlweg                                                               | Dürichweg LageFlur: 9, Flurstück: 116/7 | Sandsteinpflasterung | 19. Jh.                | 128295a                                      |
| weitere Bilder   | Bahnmeisterei                                                         | Eisenbahn (Altenhaßlauer Straße 10) LageFlur: 2, Flurstück: 137/60 | |                        | 128261 DDB                                   |
| weitere Bilder   | Bahnhofempfangsgebäude, Nebengebäude und Lagerhalle                   | Eisenbahn (Bahnhofstraße) LageFlur: 2, Flurstück: 137/60 | | 1882/83                | 127518 DDB                                   |
| weitere Bilder   | Jüdischer Friedhof An der Bleiche                                     | Eschergärten LageFlur: 1, Flurstück: 794/2 | | 15. Jh.                | 128379 DDB                                   |
| Bild gesucht BW  |                                                                       | Falkengasse 1 LageFlur: 1, Flurstück: 745/1 | |                        | 844135 DDB                                   |
| Bild gesucht BW  | Finanzamt                                                             | Frankfurter Straße 14 LageFlur: 4, Flurstück: 213/2 | | 1928                   | 128296 DDB                                   |
| Bild gesucht BW  |                                                                       | Frankfurter Straße 15 LageFlur: 4, Flurstück: 332/2 | | Um 1900                | 128297 DDB                                   |
| Bild gesucht BW  |                                                                       | Frankfurter Straße 17 LageFlur: 4, Flurstück: 324/1 | | Um 1900                | 128298 DDB                                   |
| Bild gesucht BW  |                                                                       | Frankfurter Straße 19 LageFlur: 4, Flurstück: 317/1 | | Um 1900                | 128299 DDB                                   |
| Bild gesucht BW  |                                                                       | Frankfurter Straße 21 LageFlur: 4, Flurstück: 312/5 | | Um 1900                | 128300 DDB                                   |
| Bild gesucht BW  |                                                                       | Frankfurter Straße 23 LageFlur: 4, Flurstück: 288/1 | | Um 1900                | 128301 DDB                                   |
| Bild gesucht BW  |                                                                       | Frankfurter Straße 25 LageFlur: 4, Flurstück: 287/2 | |                        | 128302 DDB                                   |
| Bild gesucht BW  |                                                                       | Frankfurter Straße 31 LageFlur: 4, Flurstück: 267/5 | | Um 1900                | 128303 DDB                                   |
| Bild gesucht BW  |                                                                       | Frankfurter Straße 33 LageFlur: 4, Flurstück: 264/1 | |                        | 128304 DDB                                   |
| Bild gesucht BW  |                                                                       | Frankfurter Straße 35 LageFlur: 4, Flurstück: 255/5 | |                        | 128305 DDB                                   |
| Bild gesucht BW  |                                                                       | Freigerichter Straße (L 3202) LageFlur: 3, Flurstück: 3/171 | |                        | 926326 DDB                                   |
| weitere Bilder   | Fürstenhof                                                            | Fürstenhofstraße 1 LageFlur: 1, Flurstück: 678/5 | | Umgebaut 1549          | 127571 DDB                                   |
| weitere Bilder   | Ehemaliger Verwaltungsbau                                             | Fürstenhofstraße 5 LageFlur: 1, Flurstück: 678/1 | Ehemaliges Kataster- und Steueramt | 1895                   | 128306 DDB                                   |
| weitere Bilder   |                                                                       | Fürstenhofstraße 12 LageFlur: 1, Flurstück: 1491/538 | | 18./19. Jh.            | 128307 DDB                                   |
| Bild gesucht BW  |                                                                       | Fürstenhofstraße 14 LageFlur: 1, Flurstück: 540/1 | | 18. Jh.                | 128308 DDB                                   |
| weitere Bilder   |                                                                       | Fürstenhofstraße 16 LageFlur: 1, Flurstück: 539/2 | | 18./19. Jh.            | 128309 DDB                                   |
| weitere Bilder   | Godobertuskapelle mit ehemaligem Friedhof                             | Godobertusweg 1 LageFlur: 9, Flurstück: 140/1 | | 12. Jh.                | 128310 DDB                                   |
| weitere Bilder   |                                                                       | Godobertusweg 7, Kapellenweg 11 LageFlur: 9, Flurstück: 136/2, 136/3 | |                        | 128311 DDB                                   |
| Bild gesucht BW  | Wasserturm                                                            | Hailerer Straße 36 LageFlur: 3, Flurstück: 137/22 | | 1937                   | 128341 DDB                                   |
| Bild gesucht BW  |                                                                       | Heinrich-Mahla-Straße 2 LageFlur: 10, Flurstück: 685/443 | | 1902                   | 128312 DDB                                   |
|                  |                                                                       | Heinrich-Mahla-Straße 4 LageFlur: 10, Flurstück: 443/3 | | 1902/03                | 128313 DDB                                   |
| weitere Bilder   |                                                                       | Heinrich-Mahla-Straße 6 LageFlur: 10, Flurstück: 443/11 | | 1902/03                | 128314 DDB                                   |
| weitere Bilder   |                                                                       | Heinrich-Mahla-Straße 12 LageFlur: 10, Flurstück: 446/11 | | 1909                   | 128315 DDB                                   |
| weitere Bilder   |                                                                       | Heinrich-Mahla-Straße 14/16 LageFlur: 10, Flurstück: 446/2, 726/447 | | 1909                   | 128316 DDB                                   |
| weitere Bilder   |                                                                       | Heinrich-Mahla-Straße 20 LageFlur: 1, Flurstück: 449/1 | | 1910                   | 128317 DDB                                   |
| weitere Bilder   |                                                                       | Heinrich-Mahla-Straße 26 LageFlur: 1, Flurstück: 459/4 | | 1909                   | 128318 DDB                                   |
| weitere Bilder   |                                                                       | Herlengasse 2 LageFlur: 1, Flurstück: 552/1 | | Um 1900                | 128319 DDB                                   |
| weitere Bilder   |                                                                       | Herlengasse 4 LageFlur: 1, Flurstück: 561/1 | | 20. Jh.                | 128320 DDB                                   |
| weitere Bilder   |                                                                       | Herlengasse 6 LageFlur: 1, Flurstück: 561/5 | | 19. Jh.                | 127572 DDB                                   |
| weitere Bilder   | Kino „Park-Lichtspiele“                                               | Herzbachweg 1 LageFlur: 4, Flurstück: 232/16 | | 1952                   | 127574 DDB                                   |
| weitere Bilder   | Weiße Villa                                                           | Herzbachweg 2 LageFlur: 4, Flurstück: 99/12 | | 1862                   | 127574 DDB                                   |
| Bild gesucht BW  | Ehemaliges Gärtnerhaus der Villa Witu                                 | Herzbachweg 4, Am goldenen Fuß LageFlur: 4, Flurstück: 107/1, 1103/108 | |                        | 128322 DDB                                   |
| Bild gesucht BW  | Ehemalige Pension Paulista                                            | Herzbachweg 5 LageFlur: 4, Flurstück: 228/11 | | 1908/09                | 127575 DDB                                   |
| Bild gesucht BW  |                                                                       | Herzbachweg 6 LageFlur: 4, Flurstück: 116/3 | | 1937                   | 128323 DDB                                   |
| Bild gesucht BW  |                                                                       | Herzbachweg 8 LageFlur: 4, Flurstück: 117/2 | | Um 1895                | 128324 DDB                                   |
| Bild gesucht BW  | Ehemaliges Pfortenhaus der Villa Witu                                 | Herzbachweg 12 LageFlur: 4, Flurstück: 152/7 | | Um 1880                | 128325 DDB                                   |
| Bild gesucht BW  |                                                                       | Herzbachweg 13 LageFlur: 4, Flurstück: 219/3 | | 1903                   | 128326 DDB                                   |
| Bild gesucht BW  |                                                                       | Herzbachweg 31 LageFlur: 4, Flurstück: 194/28 | | 1896                   | 128327 DDB                                   |
| weitere Bilder   | Haus Symeren                                                          | Holzgasse 1 LageFlur: 1, Flurstück: 101 | | 17. Jh.                | 127577 DDB                                   |
| weitere Bilder   | Kindergarten mit Garten und Denkmal                                   | Holzgasse 2 LageFlur: 1, Flurstück: 1241/277 | | 19. Jh.                | 127578 DDB                                   |
| weitere Bilder   |                                                                       | Holzgasse 3 LageFlur: 1, Flurstück: 99 | | 1440                   | 127579 DDB                                   |
| weitere Bilder   | Ehemaliges Johanniterhaus                                             | Holzgasse 4 LageFlur: 1, Flurstück: 280/2 | | Nach 1324              | 844132 DDB                                   |
| weitere Bilder   |                                                                       | Holzgasse 5 LageFlur: 1, Flurstück: 2024/97 | | Um 1700                | 127580 DDB                                   |
| weitere Bilder   |                                                                       | Holzgasse 7 LageFlur: 1, Flurstück: 95/2 | | 19. Jh.                | 127581 DDB                                   |
| weitere Bilder   |                                                                       | Holzgasse 9 LageFlur: 1, Flurstück: 94 | | Um 1700                | 127582 DDB                                   |
| weitere Bilder   | Ehemaliges katholisches Schwesternhaus                                | Holzgasse 17 (vormals Holzgasse 11) LageFlur: 1, Flurstück: 87/7 | | 18. Jh.                | 127583 DDB                                   |
| weitere Bilder   |                                                                       | Holzgasse 13 LageFlur: 1, Flurstück: 91/1 | | 19. Jh.                | 127584 DDB                                   |
| weitere Bilder   | Ehemaliges Deutschordenshaus                                          | Holzgasse 17 LageFlur: 1, Flurstück: 87/7 | | Nach 1303              | 127585 DDB                                   |
| weitere Bilder   | Ehemaliges Gartenhaus                                                 | Holzgasse 21 LageFlur: 1, Flurstück: 82/2 | | 18. Jh.                | 128334 DDB                                   |
| weitere Bilder   | Kreisruheheim                                                         | Holzgasse 23 LageFlur: 1, Flurstück: 82/3 | | 1898                   | 128333 DDB                                   |
| weitere Bilder   |                                                                       | Im Höfchen 1 LageFlur: 1, Flurstück: 379 | | 17. Jh.                | 128329 DDB                                   |
| weitere Bilder   |                                                                       | Im Höfchen 2, Untermarkt LageFlur: 1, Flurstück: 1365/384 | | 19. Jh.                | 128330 DDB                                   |
| weitere Bilder   |                                                                       | Im Höfchen 3, Im Höfchen LageFlur: 1, Flurstück: 380 | | 1912                   | 128331 DDB                                   |
| weitere Bilder   | Ehemaliges Küsterhaus                                                 | Im Höfchen 5 LageFlur: 1, Flurstück: 382 | | 14./15. Jh.            | 127576 DDB                                   |
| Bild gesucht BW  |                                                                       | In der Brug 3 LageFlur: 1, Flurstück: 1965/149 | | 19. Jh.                | 128336 DDB                                   |
| weitere Bilder   |                                                                       | In der Brug 5 LageFlur: 1, Flurstück: 149/1 | | 19. Jh.                | 128337 DDB                                   |
| weitere Bilder   |                                                                       | In der Brug 10 LageFlur: 1, Flurstück: 150 | | Um 1880                | 127586 DDB                                   |
| weitere Bilder   |                                                                       | In der Planke 5 LageFlur: 1, Flurstück: 1563/639 | | Um 1900                | 128338 DDB                                   |
| weitere Bilder   | Sachteil Mauer mit Pforte                                             | Kapellenweg bei Nr. 6 LageFlur: 1, Flurstück: 805/2 | |                        | 128340 DDB                                   |
| weitere Bilder   | Burggrabenbrücke                                                      | Kinzig (Burgstraße) LageFlur: 1, Flurstück: 1090/14 | |                        | 128293 DDB                                   |
| weitere Bilder   | Evangelische Marienkirche                                             | Kirchgasse LageFlur: 1, Flurstück: 370/1 | | 12./13. Jh.            | 127587 DDB                                   |
| weitere Bilder   | Einfriedung und Grabmäler der Marienkirche                            | Kirchgasse LageFlur: 1, Flurstück: 370/1 | |                        | 127588 DDB                                   |
| weitere Bilder   | Ehemalige landwirtschaftliche Winterschule                            | Kirchgasse 2 LageFlur: 1, Flurstück: 303/4 | Traufständiger, zweigeschossiger und fünfachsiger Bau mit leicht vorgezogenem Mittelrisalit aus dem Ende des 19. Jahrhunderts. Vor dem Gebäude: kleiner klassizistischer Brunnen mit rechteckigem Metalltrog. Neben dem Brunnen hohe barocke Grabplatte. | 19. Jh.                | 127589 DDB                                   |
| weitere Bilder   |                                                                       | Kirchgasse 3 LageFlur: 1, Flurstück: 262/1 | | 18. Jh.                | 127590 DDB                                   |
| weitere Bilder   |                                                                       | Kirchgasse 5 LageFlur: 1, Flurstück: 265/1 | | 17./18. Jh.            | 127591 DDB                                   |
| weitere Bilder   |                                                                       | Kirchgasse 6 LageFlur: 1, Flurstück: 1192/301 | | 18. Jh.                | 127594 DDB                                   |
| weitere Bilder   |                                                                       | Kirchgasse 8 LageFlur: 1, Flurstück: 300 | | 19. Jh.                | 127592 DDB                                   |
| weitere Bilder   |                                                                       | Kirchgasse 10 LageFlur: 1, Flurstück: 297/2 | | 18. Jh.                | 127593 DDB                                   |
| weitere Bilder   | Einhornapotheke                                                       | Krämergasse 1 LageFlur: 1, Flurstück: 198/3 | | 18. Jh.                | 127595 DDB                                   |
| weitere Bilder   |                                                                       | Krämergasse 3 LageFlur: 1, Flurstück: 201/6 | | Um 1200                | 128342 DDB                                   |
| weitere Bilder   |                                                                       | Krämergasse 5 LageFlur: 1, Flurstück: 201/7 | | 18. Jh.                | 128343 DDB                                   |
| weitere Bilder   |                                                                       | Kuhgasse 1 LageFlur: 1, Flurstück: 547 | | 1921                   | 127597 DDB                                   |
| weitere Bilder   |                                                                       | Kuhgasse 2 LageFlur: 1, Flurstück: 1494/542 | | 18. Jh.                | 127597 DDB                                   |
| weitere Bilder   |                                                                       | Kuhgasse 3, Kuhgasse LageFlur: 1, Flurstück: 548/2 | | 17. Jh.                | 127598 DDB                                   |
| weitere Bilder   | Ehemalige Post, heute Seniorenheim                                    | Kuhgasse 4 LageFlur: 1, Flurstück: 529/2 | | 1883                   | 127599 DDB                                   |
| weitere Bilder   | Gotisches Haus                                                        | Kuhgasse 5 LageFlur: 1, Flurstück: 553 | | 1351/52                | 127600 DDB                                   |
| weitere Bilder   |                                                                       | Kuhgasse 6, Kuhgasse LageFlur: 1, Flurstück: 520/1 | | Um 1800                | 127601 DDB                                   |
| weitere Bilder   |                                                                       | Kuhgasse 8 LageFlur: 1, Flurstück: 1499/519 | | 18. Jh.                | 127602 DDB                                   |
| weitere Bilder   |                                                                       | Kuhgasse 17 LageFlur: 1, Flurstück: 560 | |                        | 844131 DDB                                   |
| weitere Bilder   |                                                                       | Kuhgasse 19 LageFlur: 1, Flurstück: 212/4 | | 1781                   | 127603 DDB                                   |
| weitere Bilder   | Brunnenhaus Lintborn                                                  | Lambertusgasse LageFlur: 1, Flurstück: 1272/21 | | 1895                   | 128347 DDB                                   |
| Bild gesucht BW  |                                                                       | Lambertusgasse 1 LageFlur: 1, Flurstück: 1264/5 | |                        | 127604 DDB                                   |
| weitere Bilder   |                                                                       | Lambertusgasse 2a (vormals Röther Gasse 24) LageFlur: 1, Flurstück: 1335/36 | | 18. Jh.                | 127705 DDB                                   |
| weitere Bilder   |                                                                       | Lambertusgasse 3 LageFlur: 1, Flurstück: 1266/6 | | 18. Jh.                | 127605 DDB                                   |
| weitere Bilder   |                                                                       | Lambertusgasse 6 LageFlur: 1, Flurstück: 31 | | Um 1800                | 128345 DDB                                   |
| weitere Bilder   |                                                                       | Lambertusgasse 7 LageFlur: 1, Flurstück: 12/6 | | 16. Jh.                | 127606 DDB                                   |
| weitere Bilder   |                                                                       | Lambertusgasse 8 LageFlur: 1, Flurstück: 32/1 | | 18. Jh.                | 127607 DDB                                   |
| weitere Bilder   |                                                                       | Lambertusgasse 9 LageFlur: 1, Flurstück: 11/1 | | 19. Jh.                | 128346 DDB                                   |
| Bild gesucht BW  | Sachteil Haustür                                                      | Lambertusgasse 10 LageFlur: 1, Flurstück: 28/1 | |                        | 127608 DDB                                   |
| weitere Bilder   |                                                                       | Lambertusgasse 14 LageFlur: 1, Flurstück: 23/1 | | 16. Jh.                | 127609 DDB                                   |
| weitere Bilder   |                                                                       | Lambertusgasse 15 LageFlur: 1, Flurstück: 19/3 | | 1552                   | 127610 DDB                                   |
| Bild gesucht BW  |                                                                       | Lambertusgasse 17 LageFlur: 1, Flurstück: 1682/19 | | 1890                   | 128348 DDB                                   |
| weitere Bilder   |                                                                       | Lambertusgasse 25 LageFlur: 1, Flurstück: 15/1 | | 19. Jh.                | 127611 DDB                                   |
| weitere Bilder   |                                                                       | Langgasse 1 LageFlur: 1, Flurstück: 502 | | 18. Jh.                | 127611 DDB                                   |
| weitere Bilder   | Ehemaliges Haus zum Roteneck                                          | Langgasse 2 LageFlur: 1, Flurstück: 238/1 | | 18. Jh.                | 127612 DDB                                   |
| weitere Bilder   |                                                                       | Langgasse 3 LageFlur: 1, Flurstück: 503/1 | | 17. Jh.                | 127613 DDB                                   |
| weitere Bilder   |                                                                       | Langgasse 4 LageFlur: 1, Flurstück: 219 | | Um 1700                | 128350 DDB                                   |
| weitere Bilder   |                                                                       | Langgasse 5 LageFlur: 1, Flurstück: 504/1 | | 18. Jh.                | 127636 DDB                                   |
| weitere Bilder   |                                                                       | Langgasse 6 LageFlur: 1, Flurstück: 218 | | 18. Jh.                | 127614 DDB                                   |
| Bild gesucht BW  |                                                                       | Langgasse 7 LageFlur: 1, Flurstück: 1477/505 | | 19. Jh.                | 128351 DDB                                   |
| weitere Bilder   |                                                                       | Langgasse 8 LageFlur: 1, Flurstück: 217 | | Um 1800                | 127615 DDB                                   |
| weitere Bilder   |                                                                       | Langgasse 9 LageFlur: 1, Flurstück: 505/2 | | Um 1800                | 127616 DDB                                   |
| weitere Bilder   |                                                                       | Langgasse 10 LageFlur: 1, Flurstück: 216 | | Um 1520                | 127617 DDB                                   |
| weitere Bilder   |                                                                       | Langgasse 11 LageFlur: 1, Flurstück: 1479/506 | | Um 1800                | 127618 DDB                                   |
| weitere Bilder   |                                                                       | Langgasse 12 LageFlur: 1, Flurstück: 215 | | 18. Jh.                | 127619 DDB                                   |
| weitere Bilder   |                                                                       | Langgasse 13 LageFlur: 1, Flurstück: 1480/507 | | Um 1800                | 127620 DDB                                   |
| weitere Bilder   |                                                                       | Langgasse 14 LageFlur: 1, Flurstück: 214 | | 18. Jh.                | 128352 DDB                                   |
| weitere Bilder   |                                                                       | Langgasse 15 LageFlur: 1, Flurstück: 1481/511 | | 19. Jh.                | 127621 DDB                                   |
| weitere Bilder   |                                                                       | Langgasse 16 LageFlur: 1, Flurstück: 213/3 | | Um 1890                | 128353 DDB                                   |
| weitere Bilder   |                                                                       | Langgasse 17 LageFlur: 1, Flurstück: 512/1 | | 1746                   | 127622 DDB                                   |
| weitere Bilder   |                                                                       | Langgasse 18 LageFlur: 1, Flurstück: 211/3 | | 19. Jh.                | 127623 DDB                                   |
| weitere Bilder   | Ehemalige Mehlwaage                                                   | Langgasse 19 LageFlur: 1, Flurstück: 515/1 | | 13. Jh.                | 127624 DDB                                   |
| weitere Bilder   |                                                                       | Langgasse 20 LageFlur: 1, Flurstück: 210/2 | | 19. Jh.                | 127625 DDB                                   |
| weitere Bilder   |                                                                       | Langgasse 20 LageFlur: 1, Flurstück: 208/1 | | Um 1700                | 127625 DDB                                   |
| weitere Bilder   |                                                                       | Krämergasse 2 LageFlur: 1, Flurstück: 208/1 | | Um 1700                | 127625 DDB                                   |
| weitere Bilder   |                                                                       | Langgasse 21 LageFlur: 1, Flurstück: 516 | | 17. Jh.                | 127626 DDB                                   |
| weitere Bilder   |                                                                       | Langgasse 22 LageFlur: 1, Flurstück: 197 | | Um 1700                | 127627 DDB                                   |
| weitere Bilder   |                                                                       | Langgasse 24 LageFlur: 1, Flurstück: 196 | | Um 1900                | 128354 DDB                                   |
| weitere Bilder   | Lapidae domus (Steinernes Haus)                                       | Langgasse 25 LageFlur: 1, Flurstück: 563/2 | | 12. Jh.                | 127628 DDB                                   |
| weitere Bilder   |                                                                       | Langgasse 26, Alte Schmidtgasse 2 LageFlur: 1, Flurstück: 194/2, 195/1 | | 19. Jh.                | 128355 DDB                                   |
| weitere Bilder   |                                                                       | Langgasse 27 LageFlur: 1, Flurstück: 564/2 | | Um 1800                | 127629 DDB                                   |
| weitere Bilder   | Gasthof „Zum Löwen“                                                   | Langgasse 28, Alte Schmidtgasse 2 LageFlur: 1, Flurstück: 194/1 | | 18. Jh.                | 128355 DDB                                   |
| weitere Bilder   |                                                                       | Langgasse 29 LageFlur: 1, Flurstück: 566/1 | | 18. Jh.                | 127630 DDB                                   |
| weitere Bilder   |                                                                       | Langgasse 31 LageFlur: 1, Flurstück: 1868/567 | | 18. Jh.                | 127631 DDB                                   |
| weitere Bilder   |                                                                       | Langgasse 33 LageFlur: 1, Flurstück: 569 | | 18. Jh.                | 127632 DDB                                   |
| weitere Bilder   |                                                                       | Langgasse 35 LageFlur: 1, Flurstück: 571/3 | | Um 1900                | 128356 DDB                                   |
| weitere Bilder   |                                                                       | Langgasse 37 LageFlur: 1, Flurstück: 573/1 | | 19. Jh.                | 128357 DDB                                   |
| weitere Bilder   |                                                                       | Langgasse 39 LageFlur: 1, Flurstück: 1235/575 | | 18. Jh.                | 128358 DDB                                   |
| weitere Bilder   | Sachgesamtheit Arnsburger Hof                                         | Langgasse 41/41a LageFlur: 1, Flurstück: 576/1, 577/1 | | Vor 1328               | 127633 DDB                                   |
| weitere Bilder   |                                                                       | Langgasse 43 LageFlur: 1, Flurstück: 578/1 | | 18. Jh.                | 127634 DDB                                   |
| weitere Bilder   | Philipp Reis-Geburtshaus                                              | Langgasse 45 LageFlur: 1, Flurstück: 580 | | 19. Jh.                | 127635 DDB                                   |
| weitere Bilder   |                                                                       | Löhergasse 7 LageFlur: 1, Flurstück: 1599/700 | | 17. Jh.                | 127637 DDB                                   |
| Bild gesucht BW  |                                                                       | Löhergasse 9 LageFlur: 1, Flurstück: 1598/699 | | 20. Jh.                | 938949 DDB                                   |
| weitere Bilder   |                                                                       | Marlinger Weg 4 LageFlur: 10, Flurstück: 455/19 | |                        | 128401 DDB                                   |
| weitere Bilder   |                                                                       | Massenbachstraße 1 LageFlur: 1, Flurstück: 1713/716 | | Um 1900                | 127638 DDB                                   |
| weitere Bilder   |                                                                       | Massenbachstraße 2 LageFlur: 1, Flurstück: 1757/715 | | Um 1895                | 127639 DDB                                   |
| weitere Bilder   |                                                                       | Obere Haitzer Gasse 1 LageFlur: 1, Flurstück: 423 | | Um 1700                | 128359 DDB                                   |
| weitere Bilder   |                                                                       | Obere Haitzer Gasse 2 LageFlur: 1, Flurstück: 338/1 | | 1600                   | 127640 DDB                                   |
| weitere Bilder   |                                                                       | Obere Haitzer Gasse 3/5 LageFlur: 1, Flurstück: 1190/352, 351 | | 1596                   | 127641 DDB                                   |
| weitere Bilder   |                                                                       | Obere Haitzer Gasse 4 LageFlur: 1, Flurstück: 334/1 | | 18. Jh.                | 127642 DDB                                   |
| weitere Bilder   |                                                                       | Obere Haitzer Gasse 7 LageFlur: 1, Flurstück: 353 | | 18. Jh.                | 127643 DDB                                   |
| weitere Bilder   |                                                                       | Obere Haitzer Gasse 8 LageFlur: 1, Flurstück: 332/1 | | 19. Jh.                | 127644 DDB                                   |
| weitere Bilder   |                                                                       | Obere Haitzer Gasse 9 LageFlur: 1, Flurstück: 354 | | Um 1700                | 127645 DDB                                   |
| weitere Bilder   |                                                                       | Obere Haitzer Gasse 10 LageFlur: 1, Flurstück: 331/1 | | 19. Jh.                | 128360 DDB                                   |
| weitere Bilder   |                                                                       | Obere Haitzer Gasse 11 LageFlur: 1, Flurstück: 1789/356 | | 18. Jh.                | 127646 DDB                                   |
| weitere Bilder   |                                                                       | Obere Haitzer Gasse 12 LageFlur: 1, Flurstück: 330 | | 18. Jh.                | 127647 DDB                                   |
| weitere Bilder   |                                                                       | Obere Haitzer Gasse 13 LageFlur: 1, Flurstück: 1790/356 | | 18. Jh.                | 127648 DDB                                   |
| weitere Bilder   |                                                                       | Obere Haitzer Gasse 14 LageFlur: 1, Flurstück: 328/2 | | 18. Jh.                | 127649 DDB                                   |
| weitere Bilder   |                                                                       | Obere Haitzer Gasse 15 LageFlur: 1, Flurstück: 358 | | Um 1700                | 127650 DDB                                   |
| weitere Bilder   |                                                                       | Obere Haitzer Gasse 16 LageFlur: 1, Flurstück: 327/1 | | Um 1750                | 127651 DDB                                   |
| weitere Bilder   |                                                                       | Obere Haitzer Gasse 17 LageFlur: 1, Flurstück: 359/1 | | 18. Jh.                | 127652 DDB                                   |
| weitere Bilder   |                                                                       | Obere Haitzer Gasse 18 LageFlur: 1, Flurstück: 324/1 | | 19. Jh.                | 127653 DDB                                   |
| weitere Bilder   |                                                                       | Obere Haitzer Gasse 19 LageFlur: 1, Flurstück: 1482/361 | | Um 1890                | 127654 DDB                                   |
| Bild gesucht BW  |                                                                       | Obere Haitzer Gasse 20 LageFlur: 1, Flurstück: 323/1 | |                        | 128361 DDB                                   |
| weitere Bilder   |                                                                       | Obere Haitzer Gasse 21 LageFlur: 1, Flurstück: 1483/364 | | Um 1800                | 127655 DDB                                   |
| weitere Bilder   | Evangelisches Pfarramt                                                | Obere Haitzer Gasse 23 LageFlur: 1, Flurstück: 1888/366 | | 19. Jh.                | 127656 DDB                                   |
| weitere Bilder   |                                                                       | Obere Haitzer Gasse 24 LageFlur: 1, Flurstück: 317/1 | | Um 1900                | 127657 DDB                                   |
| weitere Bilder   |                                                                       | Obere Haitzer Gasse 28 LageFlur: 1, Flurstück: 315 | | 18. Jh.                | 127658 DDB                                   |
| weitere Bilder   | Katholische Peterskirche                                              | Obermarkt LageFlur: 1, Flurstück: 134/3 | | Ab 1220                | 127671 DDB                                   |
| weitere Bilder   |                                                                       | Obermarkt 1 LageFlur: 1, Flurstück: 223/1 | | 1622                   | 127659 DDB                                   |
| weitere Bilder   |                                                                       | Obermarkt 2 LageFlur: 1, Flurstück: 1532/224 | | 1805                   | 127660 DDB                                   |
| weitere Bilder   |                                                                       | Obermarkt 3 LageFlur: 1, Flurstück: 1533/225 | | 1805                   | 127661 DDB                                   |
| weitere Bilder   |                                                                       | Obermarkt 4 LageFlur: 1, Flurstück: 229/1 | | 18. Jh.                | 127662 DDB                                   |
| weitere Bilder   |                                                                       | Obermarkt 5 LageFlur: 1, Flurstück: 230 | | 1686                   | 127663 DDB                                   |
| weitere Bilder   |                                                                       | Obermarkt 6 LageFlur: 1, Flurstück: 231/1 | | Um 1800                | 127664 DDB                                   |
| weitere Bilder   | Rathaus                                                               | Obermarkt 7 LageFlur: 1, Flurstück: 222/2 | | Wiedererbaut nach 1736 | 127665 DDB                                   |
| weitere Bilder   | Erweiterung des Rathauses                                             | Obermarkt 7 (vormals Reussengasse 5) LageFlur: 1, Flurstück: 222/2 | | 1584                   | 127665 DDB                                   |
| weitere Bilder   | Ehemaliger Hanauer Hof                                                | Obermarkt 8 LageFlur: 1, Flurstück: 212/3 | | Um 1500                | 127666 DDB                                   |
| weitere Bilder   | Gasthaus Zum Adler                                                    | Obermarkt 9 LageFlur: 1, Flurstück: 211/4 | | 14. Jh.                | 127667 DDB                                   |
| weitere Bilder   |                                                                       | Obermarkt 10 LageFlur: 1, Flurstück: 206/1 | | Um 1700                | 127668 DDB                                   |
| weitere Bilder   |                                                                       | Obermarkt 11 LageFlur: 1, Flurstück: 1577/203 | | 18. Jh.                | 128362 DDB                                   |
| weitere Bilder   |                                                                       | Obermarkt 12 LageFlur: 1, Flurstück: 1576/204 | | 19. Jh.                | 128363 DDB                                   |
| weitere Bilder   |                                                                       | Obermarkt 13 LageFlur: 1, Flurstück: 1575/205 | | Nach 1890              | 128364 DDB                                   |
| weitere Bilder   |                                                                       | Obermarkt 16 LageFlur: 1, Flurstück: 185/3 | | 18. Jh.                | 127669 DDB                                   |
| weitere Bilder   | Ehemaliges Gasthaus Zum Wasserweibchen                                | Obermarkt 17 LageFlur: 1, Flurstück: 187 | | Um 1800                | 127670 DDB                                   |
| weitere Bilder   |                                                                       | Obermarkt 19 LageFlur: 1, Flurstück: 108 | | 18. Jh.                | 127672 DDB                                   |
| weitere Bilder   |                                                                       | Obermarkt 20 LageFlur: 1, Flurstück: 108/1 | | 18. Jh.                | 127673 DDB                                   |
| weitere Bilder   |                                                                       | Obermarkt 21 LageFlur: 1, Flurstück: 104/2 | | 1765                   | 127674 DDB                                   |
| weitere Bilder   | Sachteile Brandmauer, Gewölbekeller, Treppenanlage                    | Obermarkt 22 LageFlur: 1, Flurstück: 103/1 | | 19. Jh.                | 128365 DDB                                   |
| weitere Bilder   |                                                                       | Obermarkt 23 LageFlur: 1, Flurstück: 102 | | 1831                   | 128366 DDB                                   |
| weitere Bilder   | Ehemalige Bürgerschule, heute Arbeitsamt                              | Obermarkt 24 LageFlur: 1, Flurstück: 277/6 | | 1838                   | 127675 DDB                                   |
| weitere Bilder   |                                                                       | Petersiliengasse 1 LageFlur: 1, Flurstück: 1809/239 | | Um 1820                | 127676 DDB                                   |
| weitere Bilder   |                                                                       | Petersiliengasse 2 LageFlur: 1, Flurstück: 374 | | 16./17. Jh.            | 127677 DDB                                   |
| weitere Bilder   |                                                                       | Petersiliengasse 3 LageFlur: 1, Flurstück: 1810/240 | | 19. Jh.                | 128367 DDB                                   |
| weitere Bilder   |                                                                       | Petersiliengasse 4 LageFlur: 1, Flurstück: 373 | | 18. Jh.                | 127678 DDB                                   |
| weitere Bilder   |                                                                       | Petersiliengasse 5 LageFlur: 1, Flurstück: 241 | | 18. Jh.                | 127679 DDB                                   |
| weitere Bilder   |                                                                       | Petersiliengasse 6 LageFlur: 1, Flurstück: 372 | | 1776                   | 127680 DDB                                   |
| weitere Bilder   |                                                                       | Petersiliengasse 7 LageFlur: 1, Flurstück: 242 | | 19. Jh.                | 127681 DDB                                   |
| weitere Bilder   |                                                                       | Petersiliengasse 8 LageFlur: 1, Flurstück: 1946/371 | | 18. Jh.                | 127682 DDB                                   |
| weitere Bilder   |                                                                       | Petersiliengasse 9 LageFlur: 1, Flurstück: 243/1 | | 19. Jh.                | 127683 DDB                                   |
| weitere Bilder   |                                                                       | Petersiliengasse 11 LageFlur: 1, Flurstück: 245/1 | | 19. Jh.                | 127684 DDB                                   |
| weitere Bilder   |                                                                       | Petersiliengasse 15 LageFlur: 1, Flurstück: 249 | | 18. Jh.                | 127685 DDB                                   |
| weitere Bilder   | Wohnhaus Zum Pfarreisen am Rost                                       | Petersiliengasse 17 LageFlur: 1, Flurstück: 250 | | 1512                   | 127686 DDB                                   |
| weitere Bilder   |                                                                       | Pfarrgasse 1 LageFlur: 1, Flurstück: 251 | | 17./18. Jh.            | 127687 DDB                                   |
| weitere Bilder   |                                                                       | Pfarrgasse 2, Straße der Jugend 7 LageFlur: 1, Flurstück: 261 | | 16. Jh.                | 127688 DDB                                   |
| weitere Bilder   |                                                                       | Pfarrgasse 3 LageFlur: 1, Flurstück: 1228/252 | | 1775                   | 127689 DDB                                   |
| weitere Bilder   |                                                                       | Pfarrgasse 4 LageFlur: 1, Flurstück: 260 | | 16./17. Jh.            | 128368 DDB                                   |
| weitere Bilder   |                                                                       | Pfarrgasse 5 LageFlur: 1, Flurstück: 1227/253 | | Um 1800                | 127690 DDB                                   |
| weitere Bilder   |                                                                       | Pfarrgasse 6 LageFlur: 1, Flurstück: 1873/258 | | Um 1700                | 128369 DDB                                   |
| weitere Bilder   |                                                                       | Pfarrgasse 7 LageFlur: 1, Flurstück: 223/2 | | 18. Jh.                | 128370 DDB                                   |
| weitere Bilder   |                                                                       | Pfarrgasse 8 LageFlur: 1, Flurstück: 1929/256 | | 18. Jh.                | 128371 DDB                                   |
| weitere Bilder   | Ehemaliger Stadtfriedhof                                              | Philipp-Reis-Straße, Philipp-Reis-Straße 7, Philipp-Reis-Straße 9 LageFlur: 1, Flurstück: 768/36, 1378, 1397/7 | |                        | 127694 DDB                                   |
| weitere Bilder   |                                                                       | Philipp-Reis-Straße 2 LageFlur: 1, Flurstück: 730/1 | | Um 1900                | 127691 DDB                                   |
| weitere Bilder   | Ehemaliges Elektrizitätswerk                                          | Philipp-Reis-Straße 3 LageFlur: 1, Flurstück: 1428/4-5 | | 1901                   | 127693 DDB                                   |
| weitere Bilder   |                                                                       | Philipp-Reis-Straße 4 LageFlur: 1, Flurstück: 730/4 | |                        | 127692 DDB                                   |
| weitere Bilder   |                                                                       | Reussengasse 2 LageFlur: 1, Flurstück: 1805/235 | | 16. Jh.                | 128373 DDB                                   |
| weitere Bilder   |                                                                       | Reussengasse 3 LageFlur: 1, Flurstück: 221 | | 17. Jh.                | 128374 DDB                                   |
| weitere Bilder   | Ehemalige Münze                                                       | Reussengasse 4/6 LageFlur: 1, Flurstück: 234/2 | |                        | 128375 DDB                                   |
| weitere Bilder   |                                                                       | Röther Gasse 1 LageFlur: 1, Flurstück: 1925/581 | | 18./19. Jh.            | 127695 DDB                                   |
| weitere Bilder   |                                                                       | Röther Gasse 3 LageFlur: 1, Flurstück: 1870/589 | | 18. Jh.                | 127696 DDB                                   |
| weitere Bilder   |                                                                       | Röther Gasse 4 LageFlur: 1, Flurstück: 168/3 | | 16. Jh.                | 127697 DDB                                   |
| weitere Bilder   |                                                                       | Röther Gasse 6a LageFlur: 1, Flurstück: 1856/167 | | Um 1900                | 127698 DDB                                   |
| weitere Bilder   |                                                                       | Röther Gasse 7 LageFlur: 1, Flurstück: 585 | | 1339                   | 127699 DDB                                   |
| weitere Bilder   |                                                                       | Röther Gasse 8 LageFlur: 1, Flurstück: 46 | | 18. Jh.                | 127700 DDB                                   |
| weitere Bilder   | Gasthaus Eulenspiegel                                                 | Röther Gasse 10 LageFlur: 1, Flurstück: 423/5 | | Um 1700                | 127701 DDB                                   |
| Bild gesucht BW  | Ehemaliges Maschinenhaus und Lager                                    | Röther Gasse 12 (Schützengraben) LageFlur: 1, Flurstück: 41/1 | | 19. Jh.                | 128271 DDB                                   |
| weitere Bilder   |                                                                       | Röther Gasse 13 LageFlur: 1, Flurstück: 613/9 | | 18. Jh.                | 128376 DDB                                   |
| Bild gesucht BW  |                                                                       | Röther Gasse 15 LageFlur: 1, Flurstück: 618/7 | |                        | 128376 DDB                                   |
| weitere Bilder   | Ehemalige Spitalskirche                                               | Röther Gasse 21 LageFlur: 1, Flurstück: 624/3 | | 1233                   | 127703 DDB                                   |
| weitere Bilder   | Ehemaliges städtisches Spitalgebäude                                  | Röther Gasse 23 LageFlur: 1, Flurstück: 623/16 | | 1815                   | 127704 DDB                                   |
| weitere Bilder   |                                                                       | Röther Gasse 25 LageFlur: 1, Flurstück: 625 | | 18. Jh.                | 127706 DDB                                   |
| weitere Bilder   |                                                                       | Röther Gasse 26 LageFlur: 1, Flurstück: 3/1 | | Um 1800                | 127707 DDB                                   |
| weitere Bilder   |                                                                       | Röther Gasse 27 LageFlur: 1, Flurstück: 626 | | 18. Jh.                | 127708 DDB                                   |
| weitere Bilder   |                                                                       | Röther Gasse 30 LageFlur: 1, Flurstück: 1/3 | | 16. Jh.                | 127709 DDB                                   |
| weitere Bilder   |                                                                       | Röther Gasse 31 LageFlur: 1, Flurstück: 797/26 | | Um 1900                | 127710 DDB                                   |
| weitere Bilder   | Ehemaliges Gasthaus zur Hoffnung                                      | Röther Gasse 34 LageFlur: 1, Flurstück: 801/19 | | 19. Jh.                | 127711 DDB                                   |
| weitere Bilder   |                                                                       | Schifftorstraße 1 LageFlur: 1, Flurstück: 731/2 | | 19. Jh.                | 128377 DDB                                   |
| weitere Bilder   |                                                                       | Schmidtgasse 1 LageFlur: 1, Flurstück: 1890/683 | | Um 1800                | 127712 DDB                                   |
| weitere Bilder   |                                                                       | Schmidtgasse 2 LageFlur: 1, Flurstück: 1373/468 | | 18./19. Jh.            | 127713 DDB                                   |
| weitere Bilder   |                                                                       | Schmidtgasse 3 LageFlur: 1, Flurstück: 469/5 | | 19. Jh.                | 127714 DDB                                   |
| weitere Bilder   |                                                                       | Schmidtgasse 4 LageFlur: 1, Flurstück: 465/2 | | 18. Jh.                | 127715 DDB                                   |
| weitere Bilder   |                                                                       | Schmidtgasse 5 LageFlur: 1, Flurstück: 470/1 | | 18. Jh.                | 127716 DDB                                   |
| weitere Bilder   |                                                                       | Schmidtgasse 6 LageFlur: 1, Flurstück: 464/1 | | 18. Jh.                | 127717 DDB                                   |
| weitere Bilder   |                                                                       | Schmidtgasse 7 LageFlur: 1, Flurstück: 471/2 | | 19. Jh.                | 127718 DDB                                   |
| weitere Bilder   |                                                                       | Schmidtgasse 8 LageFlur: 1, Flurstück: 463/1 | | 18. Jh.                | 127719 DDB                                   |
| weitere Bilder   |                                                                       | Schmidtgasse 9 LageFlur: 1, Flurstück: 1895/473 | | 18. Jh.                | 127720 DDB                                   |
| weitere Bilder   | Wohnhaus                                                              | Schmidtgasse 12 LageFlur: 1, Flurstück: 458/2 | Geburtshaus von Johann Jakob Christoph von Grimmelshausen | 18. Jh.                | 127721 DDB                                   |
| weitere Bilder   |                                                                       | Schmidtgasse 13/15 LageFlur: 1, Flurstück: 476/1 | | 18. Jh.                | 127724 DDB                                   |
| weitere Bilder   |                                                                       | Schmidtgasse 14 LageFlur: 1, Flurstück: 459/1 | | 18. Jh.                | 128380 DDB                                   |
| weitere Bilder   |                                                                       | Schmidtgasse 16 LageFlur: 1, Flurstück: 453 | | 16./17. Jh.            | 127722 DDB                                   |
| weitere Bilder   |                                                                       | Schmidtgasse 17 LageFlur: 1, Flurstück: 477/1 | | 18. Jh.                | 127723 DDB                                   |
| weitere Bilder   |                                                                       | Schmidtgasse 18 LageFlur: 1, Flurstück: 451 | | 18. Jh.                | 128381 DDB                                   |
| weitere Bilder   |                                                                       | Schmidtgasse 20 LageFlur: 1, Flurstück: 450 | | 19. Jh.                | 128382 DDB                                   |
| weitere Bilder   |                                                                       | Schmidtgasse 22 LageFlur: 1, Flurstück: 449/3 | | 19. Jh.                | 128383 DDB                                   |
| Bild gesucht BW  | Sachteil Haustür                                                      | Schützengraben 2 LageFlur: 1, Flurstück: 47 | |                        | 127725 DDB                                   |
| Bild gesucht BW  | Jugendherberge                                                        | Schützengraben 5 LageFlur: 1, Flurstück: 34/2 | | Um 1905                | 127726 DDB                                   |
| weitere Bilder   |                                                                       | Seestraße 8 LageFlur: 1, Flurstück: 1714/716 | | Um 1895                | 128384 DDB                                   |
| weitere Bilder   |                                                                       | Seestraße 13 LageFlur: 1, Flurstück: 774/1 | | 1896                   | 128385 DDB                                   |
| weitere Bilder   |                                                                       | Seestraße 15 LageFlur: 1, Flurstück: 775/1 | | Um 1895                | 127727 DDB                                   |
| weitere Bilder   |                                                                       | Seestraße 17 LageFlur: 1, Flurstück: 776/2 | | 1895                   | 128386 DDB                                   |
| weitere Bilder   |                                                                       | Seestraße 19 LageFlur: 1, Flurstück: 2004/773, 770/1 | |                        | 128387 DDB                                   |
| weitere Bilder   |                                                                       | Seestraße 21 LageFlur: 1, Flurstück: 2004/773, 770/1 | |                        | 128387 DDB                                   |
| weitere Bilder   |                                                                       | Seestraße 23 LageFlur: 1, Flurstück: 777/3 | | 1894                   | 127728 DDB                                   |
| weitere Bilder   | Kriegerdenkmal im Stadtgarten                                         | Stadtgarten LageFlur: 1, Flurstück: 819/3 | |                        | 128392 DDB                                   |
| weitere Bilder   | Ehemalige Augusta-Schule, heute Heimatmuseum                          | Stadtschreiberei 3 LageFlur: 1, Flurstück: 277/6 | | 1891                   | 127729 DDB                                   |
| weitere Bilder   |                                                                       | Stadtschreiberei 4 LageFlur: 1, Flurstück: 289/1 | | Um 1800                | 844134 DDB                                   |
| weitere Bilder   | Sachteile Spolien                                                     | Stadtschreiberei 8 LageFlur: 1, Flurstück: 284/9 | |                        | 127730 DDB                                   |
| weitere Bilder   | Wingerthäuschen                                                       | Stephanusberg LageFlur: 1, Flurstück: 282 | | Um 1800                | 128388 DDB                                   |
| weitere Bilder   |                                                                       | Stephanusberg 13 LageFlur: 1, Flurstück: 297/3 | | 19. Jh.                | 128389 DDB                                   |
| weitere Bilder   |                                                                       | Töpfergasse 1 LageFlur: 1, Flurstück: 271/2 | | 1762                   | 127731 DDB                                   |
| weitere Bilder   |                                                                       | Töpfergasse 2/4 LageFlur: 1, Flurstück: 254/1, 254/2, 255 | Rekonstruktion eines Hauses von 1564 |                        | 127732 DDB                                   |
| weitere Bilder   |                                                                       | Töpfergasse 3 LageFlur: 1, Flurstück: 2119/274 | | 1668                   | 127733 DDB                                   |
| weitere Bilder   |                                                                       | Töpfergasse 5, Stadtschreiberei 1 LageFlur: 1, Flurstück: 275/1 | | 19. Jh.                | 127734 DDB                                   |
| weitere Bilder   |                                                                       | Töpfergasse 6 LageFlur: 1, Flurstück: 270/2 | | 18. Jh.                | 127735 DDB                                   |
| Sachteil Haustür | Sachteil Haustür                                                      | Töpfergasse 8 LageFlur: 1, Flurstück: 268/2 | Historistische Haustür in spätklassizistischem Stil als Sachteil einzeln geschützt. | 19. Jahrhundert        | 127736 DDB                                   |
| 127737           |                                                                       | Töpfergasse 10 LageFlur: 1, Flurstück: 267/1 | | 19. Jh.                | 10 (Gelnhausen)/ Töpfergasse 10 (Gelnhausen) |
| Bild gesucht BW  | Ehemaliger Transformatorenturm                                        | Uferweg LageFlur: 3, Flurstück: 1424 | |                        | 128393 DDB                                   |
| weitere Bilder   |                                                                       | Untere Haitzer Gasse 1 LageFlur: 1, Flurstück: 424 | | 18. Jh.                | 128394 DDB                                   |
| weitere Bilder   |                                                                       | Untere Haitzer Gasse 3 LageFlur: 1, Flurstück: 425/1 | | 18. Jh.                | 128231 DDB                                   |
| weitere Bilder   |                                                                       | Untere Haitzer Gasse 5 LageFlur: 1, Flurstück: 2047/428 | | 18. Jh.                | 128395 DDB                                   |
| weitere Bilder   |                                                                       | Untere Haitzer Gasse 9 LageFlur: 1, Flurstück: 433/1 | | 18. Jh.                | 127738 DDB                                   |
| weitere Bilder   |                                                                       | Untere Haitzer Gasse 11 LageFlur: 1, Flurstück: 435 | | 19. Jh.                | 128396 DDB                                   |
| weitere Bilder   |                                                                       | Untere Haitzer Gasse 12 LageFlur: 1, Flurstück: 415 | | 19. Jh.                | 127739 DDB                                   |
| weitere Bilder   |                                                                       | Untere Haitzer Gasse 14 LageFlur: 1, Flurstück: 414/1 | | 19. Jh.                | 127740 DDB                                   |
| weitere Bilder   |                                                                       | Untere Haitzer Gasse 16 LageFlur: 1, Flurstück: 1368/411 | | Um 1700                | 127741 DDB                                   |
| weitere Bilder   |                                                                       | Untere Haitzer Gasse 17 LageFlur: 1, Flurstück: 440/1 | | 1825                   | 127742 DDB                                   |
| weitere Bilder   |                                                                       | Untere Haitzer Gasse 18 LageFlur: 1, Flurstück: 109 | | 1783                   | 127743 DDB                                   |
| weitere Bilder   |                                                                       | Untere Haitzer Gasse 19 LageFlur: 1, Flurstück: 442 | | 19. Jh.                | 127744 DDB                                   |
| weitere Bilder   |                                                                       | Untere Haitzer Gasse 22/24 LageFlur: 1, Flurstück: 405/2, 405/3 | | 19. Jh.                | 128397 DDB                                   |
| weitere Bilder   |                                                                       | Untere Haitzer Gasse 26 LageFlur: 1, Flurstück: 402 | | 17. Jh.                | 127745 DDB                                   |
| weitere Bilder   | Ehemaliger Gasthof Zum Bären                                          | Untermarkt 1 LageFlur: 1, Flurstück: 445/1 | | 17./18. Jh.            | 127759 DDB                                   |
| weitere Bilder   | Romanisches Haus                                                      | Untermarkt 2 LageFlur: 1, Flurstück: 1319/391 | | 12. Jh.                | 127746 DDB                                   |
| weitere Bilder   |                                                                       | Untermarkt 3 LageFlur: 1, Flurstück: 448/5 | | 18. Jh.                | 127758 DDB                                   |
| weitere Bilder   |                                                                       | Untermarkt 4 LageFlur: 1, Flurstück: 1323/389 | | 18. Jh.                | 127747 DDB                                   |
| weitere Bilder   |                                                                       | Untermarkt 6 LageFlur: 1, Flurstück: 387/1 | | 1564                   | 127748 DDB                                   |
| weitere Bilder   |                                                                       | Untermarkt 7 LageFlur: 1, Flurstück: 479/1 | | 18. Jh.                | 127749 DDB                                   |
| weitere Bilder   |                                                                       | Untermarkt 8 LageFlur: 1, Flurstück: 386 | | 18. Jh.                | 127750 DDB                                   |
| weitere Bilder   |                                                                       | Untermarkt 9 LageFlur: 1, Flurstück: 484/1 | | 18. Jh.                | 127751 DDB                                   |
| weitere Bilder   |                                                                       | Untermarkt 10 LageFlur: 1, Flurstück: 1366/385 | | 19. Jh.                | 127752 DDB                                   |
| weitere Bilder   |                                                                       | Untermarkt 11 LageFlur: 1, Flurstück: 486/1 | | 18. Jh.                | 128398 DDB                                   |
| weitere Bilder   |                                                                       | Untermarkt 12 LageFlur: 1, Flurstück: 378 | | 19. Jh.                | 127753 DDB                                   |
| weitere Bilder   | Ehemals Breidenbacher Hof, dann Schelmenhof                           | Untermarkt 13 LageFlur: 1, Flurstück: 490/1 | | 19. Jh.                | 128399 DDB                                   |
| weitere Bilder   |                                                                       | Untermarkt 14 LageFlur: 1, Flurstück: 377 | | 17. Jh.                | 127754 DDB                                   |
| weitere Bilder   |                                                                       | Untermarkt 15 LageFlur: 1, Flurstück: 492/1 | | 1830                   | 128400 DDB                                   |
| weitere Bilder   |                                                                       | Untermarkt 16 LageFlur: 1, Flurstück: 376 | | 19. Jh.                | 127755 DDB                                   |
| weitere Bilder   |                                                                       | Untermarkt 17 LageFlur: 1, Flurstück: 499/2 | | 18. Jh.                | 127756 DDB                                   |
| weitere Bilder   | „Kratzhage“                                                           | Untermarkt 18 LageFlur: 1, Flurstück: 375 | | 18. Jh.                | 127757 DDB                                   |
| weitere Bilder   |                                                                       | Untermarkt 19 LageFlur: 1, Flurstück: 501 | | 18. Jh.                | 129278 DDB                                   |
| weitere Bilder   | Kelleranlage und Wingertshäuschen mit Stützmauer (Rest der Barbakane) | Vor dem Holztor (Alte Leipziger Straße) LageFlur: 1, Flurstück: 818/1 | | 1833                   | 128230 DDB                                   |
| weitere Bilder   | Sachgesamtheit Herzbachkaserne                                        | Vor der Kaserne 4, Vor der Kaserne 6, Vor der Kaserne, Herzbachweg 65, Herzbachweg 63, Gutenbergstraße 4, Gutenbergstraße 2, Gutenbergstraße, General-Colin-Powell-Straße, Cassebeerstraße 1, Cassebeerstraße LageFlur: 5, Flurstück: 219/11, 219/117, 219/118, 219/119, 219/121, 219/130, 219/140, 219/141, 219/15, 219/154, 219/155, 219/30, 219/76, 219/93 | | 1936                   | 127573 DDB                                   |

## Kulturdenkmäler in den Stadtteilen
siehe Liste der Kulturdenkmäler in den Stadtteilen Gelnhausens

## Ehemalige Kulturdenkmäler nach Ortsteilen
Die Kulturdenkmäler in diesem Abschnitt sind nicht mehr im Denkmalverzeichnis aufgeführt.

### Gelnhausen
| Bild            | Bezeichnung | Lage                                           | Beschreibung         | Bauzeit | Objekt-Nr. |
| --------------- | ----------- | ---------------------------------------------- | -------------------- | ------- | ---------- |
| Bild gesucht BW |             | Am Rain 23 LageFlur: 1, Flurstück: 145/1       | durch Neubau ersetzt | Um 1800 | 844136     |
| weitere Bilder  |             | Burgstraße 13 LageFlur: 1, Flurstück: 859      | durch Neubau ersetzt | 18. Jh. |            |
| Bild gesucht BW |             | Kuhgasse 9 LageFlur: 1, Flurstück: 1382/555    |                      | 18. Jh. | 128344     |
| weitere Bilder  |             | Pfarrgasse 10 LageFlur: 1, Flurstück: 255      |                      |         |            |
| Bild gesucht BW |             | Stephanusberg 24 LageFlur: 1, Flurstück: 294/2 |                      | Um 1800 |            |

### Hailer
| Bild            | Bezeichnung | Lage                                         | Beschreibung | Bauzeit | Objekt-Nr. |
| --------------- | ----------- | -------------------------------------------- | ------------ | ------- | ---------- |
| Bild gesucht BW |             | Brühlstraße 6 LageFlur: 12, Flurstück: 61/14 |              | Um 1900 |            |

### Meerholz
| Bild            | Bezeichnung     | Lage                                                             | Beschreibung | Bauzeit | Objekt-Nr. |
| --------------- | --------------- | ---------------------------------------------------------------- | ------------ | ------- | ---------- |
| Bild gesucht BW |                 | Palaisstraße 1 LageFlur: 12, Flurstück: 164/1                    |              | 18. Jh. |            |
| Bild gesucht BW | Wingerthäuschen | Untere Röde o. Nr./gegenüber Nr. 2 LageFlur: 16, Flurstück: 85/2 |              | 1726    |            |

### Roth
| Bild            | Bezeichnung | Lage                                              | Beschreibung | Bauzeit | Objekt-Nr. |
| --------------- | ----------- | ------------------------------------------------- | ------------ | ------- | ---------- |
| Bild gesucht BW |             | Gelnhäuser Straße 3 LageFlur: 8, Flurstück: 223/2 |              | 1879    |            |